# شارون کلارک
شارون کلارک (انگلیسی: Sharon Clark؛ زادهٔ ۱۵ اکتبر ۱۹۴۳) یک هنرپیشه اهل ایالات متحده آمریکا است.